# Einsteinium
Einsteinium är ett radioaktivt metalliskt grundämne som tillhör aktiniderna. Einsteinium är en transuran. Ämnet har fått sitt namn efter Albert Einstein. Det isolerades första gången år 1952 tillsammans med fermium vid USA:s kärnforskningslaboratorier ur stoft från den första vätebombsexplosionen. Det används främst inom forskning för framställning av ännu tyngre grundämnen. 